# جائزة هوغو لأفضل سلسلة
جائزة هوغو لأفضل سلسلة هي واحدة من جوائز هوغو تمنح كل عام لقصص الخيال العلمي والفانتازيا المنشورة باللغة الإنجليزية أو المترجمة إلى اللغة الإنجليزية خلال العام الماضي. تتاح الجائزة لأفضل سلسلة خيال علمي لديها ما لا يقل عن ثلاثة مجلدات و 240,000 كلمة.